# أوسبرت سالفين

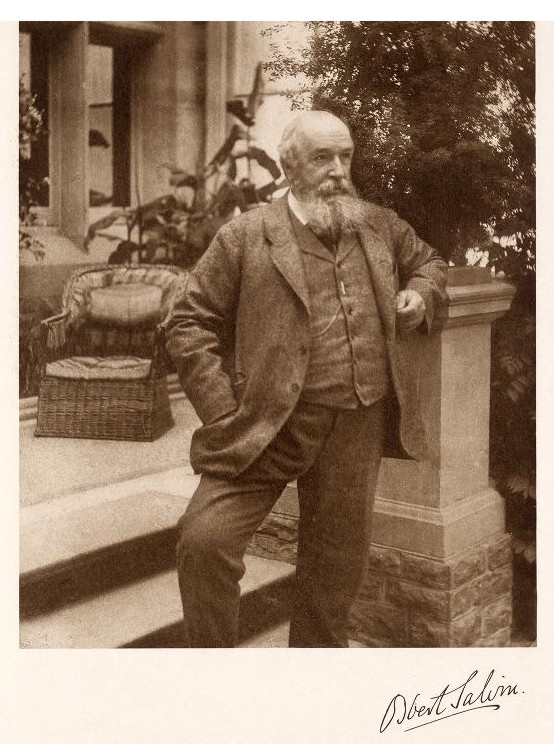
أوسبرت سالفين

أوسبرت سالفين (بالإنجليزية: Osbert Salvin)‏ (وُلد في 25 فبراير 1835 - توفي في 1 يونيو 1898)، كان عالم طبيعة إنجليزي، عالم طيور، وعالم زواحف اشتهر بمشاركته في تأليف كتاب بيولوجيا سينترالي أمريكانا (1879-1915) مع فريدريك دوكان غودمان. وكانت هذه الموسوعة قد تضمنت 52 مجلداً حول التاريخ الطبيعي لأمريكا الوسطى.

## سيرة ذاتية
وُلد أوسبرت سالفين في فينتشلي، وهو الابن الثاني للمهندس أنطوني سالفين، من هوكسفولد، ساسكس. تلقى تعليمه في وستمنستر وهول ترينيتي، كامبريدج، وقد تخرج في عام 1857. وبعد ذلك بوقت قصير، رافق ابن عمه الثاني بالزواج، هنري بيكر تريسترام، في مهمة تنقيب متعلقة بالتاريخ الطبيعي في تونس وشرق الجزائر. وتم نشر روايتهم خلال هذه الرحلة في مجلة إيبيس في 1859 و1860. في خريف عام 1857، قام بزيارات عديدة إلى غواتيمالا، وعاد إلى هناك مع فريدريك دوكان غودمان في 1861. وكان خلال هذه الرحلة يخطط لكتاب بيولوجيا سينترالي أمريكانا.
في عام 1871 أصبح رئيس تحرير مجلة إيبيس. تم تعيينه في هيئة ستريكلاند في جامعة كامبريدج، وأُنتج له كتالوج مجموعة ستريكلاند. وكان واحداً من الأعضاء الأصليين للاتحاد البريطاني لعلم الطيور. أنتج مجلدات عن الطنان وطيور بترل في كتالوج الطيور في المتحف البريطاني. وكان من آخر أعماله إنجاز أرقام لورد ليلفورد الملونة للطيور البريطانية (1897).
كان سالفين زميلاً في الجمعية الملكية، وجمعية لينيان، وجمعية علم الحيوان، وجمعية علم الحشرات، وفي وقت وفاته كان أمين اتحاد علماء الطيور البريطانيين.
وسام جودمان - سالفين، وهي جائزة مرموقة من اتحاد علماء الطيور البريطانيين، سميت باسمه وجودمان.
في المجال العلمي للعلم النباتي، وصف نوعين جديدين من الزواحف في أمريكا الوسطى: بوثريتشيس أوريفر وتيبلوبس تينويس. أيضاً، تم تسمية أربعة أنواع من الزواحف تكريماً له: أنوليس سالفيني، كروتالوس سكوتولاتوس سالفيني، سيلوفوروس سالفيني، وستوروتيبوس سالفيني.

## أسرة
في عام 1863، تزوج من كارولين اوكتافيا ميتلاند في لوتون، إسكس. وكان لديهم ثلاث بنات، سيبيل ميتلاند سالفين (من مواليد 1867)، هيلواز سالفين (من مواليد 1875) وفيولا سالفين (من مواليد 1878). حيث أن هيلواز سالفين تزوجت من عالم الأحياء جون إدموند شاروك مور.

## وصلات خارجية
- Works written by or about أوسبرت سالفين at ويكي مصدر
- Digital Version of Biologia Centrali-Americana